# Пушкарский, Евгений Юрьевич
Евгений Юрьевич Пушкарский (род. 10 мая 1964) – советский и российский военный авиационный инженер, учёный, полковник, кандидат технических наук, доцент по кафедре «Экономика и управление на предприятии», генеральный директор АО «ЛИИ им. М. М. Громова» (с 2017 года).

## Биография
Окончил Рижское высшее военное авиационное инженерное училище по специальности «Летательные аппараты и силовые установки».  С 1986 по 2016 гг. состоял на военной службе в Государственном лётно-испытательном центре (ГЛИЦ) Минобороны России в должностях: помощник ведущего инженера-испытателя, ведущий инженер-испытатель (1986 – 1996 гг.), начальник научно-испытательного отделения, заместитель начальника научно-испытательного отдела (1996 – 2000 гг.), заместитель начальника научно-испытательного управления ГЛИЦ по испытательно-методической и научно-исследовательской работе (2000-2006 гг.). В период 2006 – 2016 гг. был заместителем начальника ГЛИЦ по научной работе.
С 1998 по 2016 гг. по совместительству работал преподавателем, доцентом кафедры, председателем Государственной экзаменационной комиссии филиала «Взлёт» МАИ в г. Ахтубинске.
В 2016 г. перешёл на работу в Лётно-исследовательский институт имени М. М. Громова на должность советника генерального директора. В 2017 году назначен генеральным директором института.